# Elizabeth Craik
Elizabeth Mary Craik (* 25. Januar 1939 in Portmoak, Schottland) ist eine britische Gräzistin und Honorary Professor of Classics an der University of St Andrews.
Craik studierte Classics an der University of St Andrews bei Kenneth Dover und erwarb dort 1960 den MA. Weitere Studien am Girton College der University of Cambridge führten 1963 zum M.Litt.
Im Anschluss war sie Research Fellow in Greek an der University of Birmingham (1963–1964). 1964 wechselte sie zurück an die University of St Andrews als Assistant Lecturer und blieb dort bis 1997. Dort war sie zuletzt Senior Lecturer in Greek. 1993 hatte sie ein Forschungsstipendium des Wellcome Trust für ein Jahr erhalten, um am Wellcome Trust Centre for the History of Medicine in London an einer Übersetzung anatomischer Abhandlungen des Corpus Hippocraticum zu arbeiten. 
Als sie 1997 das Buch fertiggestellt hatte, übernahm sie eine Stellung als Professor of Classics an der Kyoto University in Japan. 2002 wurde sie dort emeritiert. Von September 2003 bis September 2005 hatte sie eine Emeritus Research Fellowship an der University of St Andrews inne, die vom Leverhulme Trust für die Fertigstellung ihres Buches Two Hippocratic Treatises On Sight and On Anatomy verliehen worden war. Von 2015 an hatte sie honorary positions an der University of St Andrews und der University of Newcastle upon Tyne inne.
Craik arbeitete zunächst zur Ehe und Hochzeitsbräuchen im antiken Griechenland sowie zur griechischen Tragödie, insbesondere Euripides, um sich später verschiedenen anatomischen Schriften des Corpus Hippocraticum zu widmen.

## Schriften (Auswahl)
Monographien
- The ‘Hippocratic’ Corpus, Content and Context. Routledge, London 2015
- Marriage and Property. Aberdeen University Press, Aberdeen 1984
  - Neuauflage: Marriage and property: women and marital customs in history. Macmillan, London 1991
- The Dorian Aegean. Routledge, London 1980

Übersetzungen (mit Kommentar)
- The Hippocratic Treatise On Glands. Brill, Leiden 2009
- Two Hippocratic Treatises On Sight and On Anatomy. Brill, Leiden 2006
- Hippocrates: Places in Man. Clarendon Press, Oxford 1998
- Euripides, Phoenician Women. Aris & Phillips, Warminster 1988